# Lichenomima pearmani
Lichenomima pearmani (лат.) — вид сеноедов рода Lichenomima из семейства Myopsocidae. Южная Америка: Колумбия. Этот вид посвящён энтомологу Джону Виктору Пирману (John Victor Pearman, 1887—1970), автору названия семейства Myopsocidae. Мелкие насекомые, длина переднего крыла около 3 мм. Основная окраска тела коричневая. Как и у L. bonaverensis и L. chelata, у него фаллосома имеет форму кувалды. В отличие от них, у него наружные парамеры с короткими апикальными долями, эндофаллус с большой склеротизированной областью и мембраной с обильными спикулами. Субгенитальная пластинка субпрямоугольная, с апикальной долей равномерно широкой и 'U'-образной.  Заднее крыло с жилками Rs и M, соединёнными поперечной жилкой.